# Walrave Ier de Brederode
Walrave Ier de Brederode (en néerl. Walraven I van Brederode) (Santpoort, vers 1370/73 - Gorinchem, 1er décembre 1417) était burgrave de Stavoren (1400-1401), seigneur de Brederode (1402-1417), comte de Gennep (1413-1417) et stathouder de Hollande (1416-1417).

## Biographie
Walrave de Brederode était un fils de Renaud Ier de Brederode et Jolanda van Gennep. En 1396, mené par Albert Ier de Hainaut, Walrave prit part aux batailles contre les Frisons occidentaux. Il a été proclamé burgrave de Stavoren le 8 septembre 1400, mais a démissionné un peu plus tard. Cela était en partie dû aux nombreuses attaques des Frisons contre Stavoren et Walrave a été fait prisonnier. Il a ensuite été libéré sous caution, mais, de nouveau emprisonné, il a réussi à s'échapper par la fenêtre de sa prison et s'en est retourné en Hollande (1401).
En 1402, il reçut la seigneurie de Brederode de son frère Jean Ier de Brederode, qui avait choisi de mener une vie pieuse dans le monastère de Zelem. La même année, il participa au siège de Gorinchem sous les ordres de Guillaume VI de Hollande, dans le cadre des guerres d'Arkel. Il y fut capturé par le seigneur d'Arkel, il fut libéré en 1409. Mais il nourrissait une énorme rancune contre Jean V d'Arkle, qui l'avait emprisonné pendant toutes ces années. Walrave ne fut vraiment libéré de son emprisonnement qu'en 1414-1515. Le 11 août 1414, il épousa Johanna van Vianen, fille de Henri II de Vianen (nl); par ce mariage, il obtint le titre de seigneur de Vianen (nl), Ameide et Herlaar,. Il a siégé au conseil du comte de Hollande et après la mort de Guillaume VI de Hollande, il a temporairement occupé le poste de stathouder.

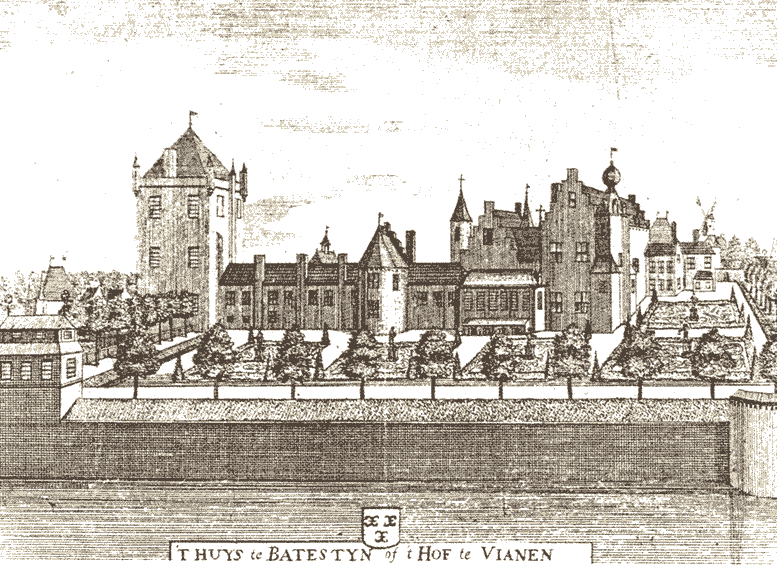
Par son mariage avec Johanna van Vianen, Walrave Ier de Brederode acquit le château de Batestein à Vianen.

En 1417, mené par Guillaume d'Arkel, le parti des Cabillauds (voir la guerre des Hameçons et des Cabillauds) a commencé un nouveau siège de Gorinchem. Brederode s'y précipita avec une armée pour en briser le siège, mais dans les rues étroites, il fut touché par une flèche et mourut. Il a été inhumé à Vianen.

### Comte de Gennep
Jolanda van Gennep mourut en 1413 et Walrave, avec ses frères Jean et Guillaume, hérita du petit comté de Gennep dans le Limbourg. Ils ont reçu ces terres dans le cadre de l'héritage, mais comme leur mère avait encore une dette de plus de 12 000 couronnes françaises (???) et que leur paiement avait été avancé par leur beau-frère Jean II de Looz-Heinsberg, il est devenu la quatrième partie des possesseurs du comté. Finalement, Jean de Looz-Heinsberg héritera du comté après la mort de la fratrie. Ce dernier était aussi marié à la sœur cadette de Jolanda, Marguerite de Gennep (en néerl. Margriet van Gennep). Ce domaine était constitué de la petite ville de Gennep, du manoir Ten Hage, du château de Gennep et de l'hôtel de péage sur la Meuse.

### Le crâne de Walrave
En 1953, lors de la rénovation de la Grote Kerk de Vianen, la tombe de la famille Brederode a été fouillée par le service national d'archéologie et de recherche pédologique. Le crâne de Walraven a été retrouvé avec un grand trou dans la calotte crânienne. Le maire de l'époque, Govert Bastiaan Pellikaan, a été si impressionné par la découverte et qu'il l'a gardé comme une sorte de relique dans son bureau. Après cela, le crâne a disparu pendant de nombreuses années et c'est devenu un mystère à Vianen de savoir où il se trouvait. En 2004, le crâne a été retrouvé dans la cave à vin d'une maison de Vianen et en 2005 replacé dans la crypte de la Grande Église.

## Progéniture
De son union avec Johanna van Vianen, il eut au moins trois enfants :
- Renaud II de Brederode (1415-1473), son successeur
- Gilbert de Brederode (en néerl. Gijsbrecht van Brederode) (1417-1475), évêque d'Utrecht
- Walravina van Brederode (1418-1460), mariée à Geraard van Broeckhuysen

## Sources
- Johannes a Leydis, Opusculum de gestis regalium abbatum monasterii sancti Athalberti ordinis sancti Benedicti in Egmonda (écrit entre 1477 et 1484).